# Lampanyctus
A Lampanyctus a sugarasúszójú halak (Actinopterygii) osztályának Myctophiformes rendjébe, ezen belül a gyöngyöshalfélék (Myctophidae) családjába tartozó nem.

## Rendszerezés
A nembe az alábbi 22 faj tartozik:
- Lampanyctus acanthurus Wisner, 1974
- Lampanyctus alatus Goode & Bean, 1896
- Lampanyctus australis Tåning, 1932
- Lampanyctus crocodilus (Risso, 1810)
- Lampanyctus festivus Tåning, 1928
- Lampanyctus hubbsi Wisner, 1963
- Lampanyctus intricarius Tåning, 1928
- Lampanyctus iselinoides Bussing, 1965
- Lampanyctus jordani Gilbert, 1913
- Lampanyctus lepidolychnus Becker, 1967
- Lampanyctus macdonaldi (Goode & Bean, 1896)
- Lampanyctus macropterus (Brauer, 1904)
- Lampanyctus nobilis Tåning, 1928
- Lampanyctus omostigma Gilbert, 1908
- Lampanyctus parvicauda Parr, 1931
- Lampanyctus photonotus Parr, 1928
- Lampanyctus pusillus (Johnson, 1890)
- Lampanyctus simulator Wisner, 1971
- Lampanyctus steinbecki Bolin, 1939
- Lampanyctus tenuiformis (Brauer, 1906)
- Lampanyctus turneri (Fowler, 1934)
- Lampanyctus vadulus Hulley, 1981